# اجامیل
اجامیل (به اسپانیایی: Ajamil) یک شهرستان در اسپانیا است که در Camero Viejo واقع شده‌است.

## خصوصیات
اجامیل ۶۶٫۱۵ کیلومترمربع مساحت دارد.